# Jüdische Gemeinde Gœrsdorf
Die Jüdische Gemeinde in Görsdorf (frz. Gœrsdorf), einer französischen Gemeinde im Département Haut-Rhin in der Region Elsass, entstand im 17./18. Jahrhundert.

## Geschichte
Wann die ersten Juden in Görsdorf ansässig wurden, ist nicht bekannt, aber bereits 1633 wird die Anwesenheit mehrerer jüdischer Personen im Ort erwähnt. Im Jahre 1784 gab es insgesamt fünf jüdische Familien im Dorf (darunter vier namens Lévy) mit zusammen 21 Personen, und danach wuchs die jüdische Gemeinde schnell an. Im Jahre 1807 waren es 47 Personen, 1846 bereits 143, und 1870 waren es 183, d. h. 20 % der Dorfbevölkerung. Die Gemeinde gehörte zum Rabbinat Soultz-sous-Forêts, das 1865 von Surbourg nach Soultz-sous-Forêts verlegt wurde. Um die Wende zum 20. Jahrhundert kam aufgrund von Ab- und Auswanderung das Ende der religiösen Gemeinde, da keine zehn religionsmündige Männer mehr im Dorf lebten: Laut Streicher gab es 1913 nur noch 15 Juden im Ort, 1931 nur noch vier und 1935 keine mehr.

## Synagoge

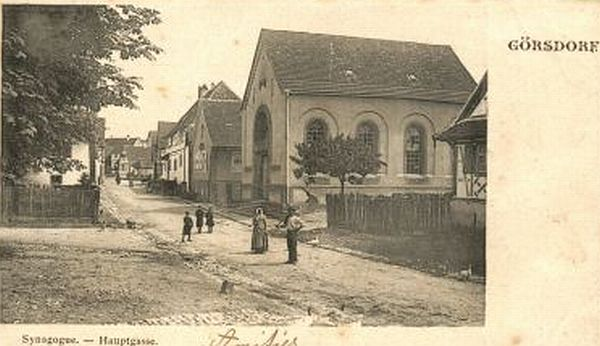
Die Synagoge, 1908

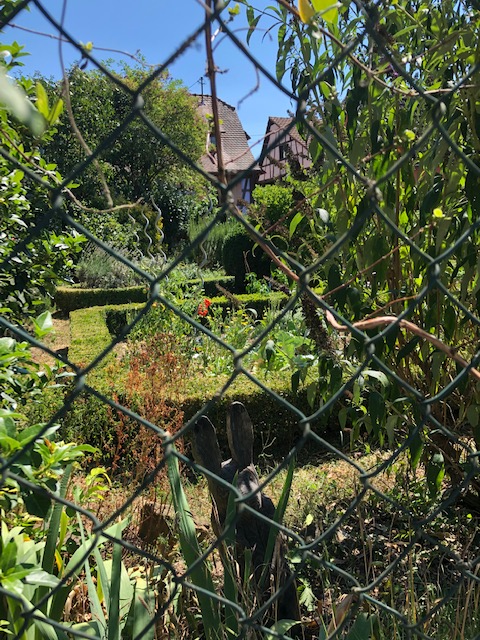
Der Garten an der Stelle der einstigen Synagoge (2022)

Anfang des 19. Jahrhunderts traf man sich zum Gebet in einem Haus in der Rue des Tuiles/Ziegelgass, bei dem Händler Jacques Baer. Dieser hatte im ersten Stock eine „Synagoge“, einen „Herd“ für die Frauen und „eine an die Synagoge angrenzende Stube“ eingerichtet. Am 29. Juni 1814, nachdem die Gemeinde endlich einen Rat von neun Mitgliedern hatte, verkaufte er ihnen diese drei Zimmer für 500 Franc in bar, mit Ausnahme von zwei Sitzen in der Nähe der Fenster im Frauenraum. Diese Räumlichkeiten sollten eine Synagoge bleiben und durften nicht veräußert werden.

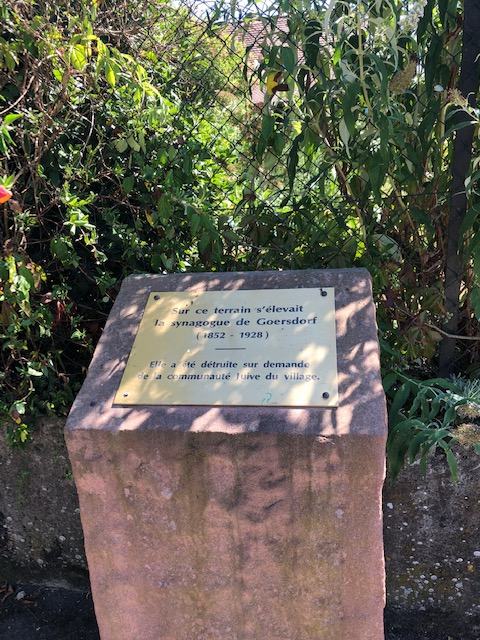
An die Synagoge erinnernde Stele

Die erste eigentliche Synagoge wurde 1820 gebaut und wurde 1852–1854 durch ein größeres Gebäude ersetzt (siehe Foto); es stand an der Hauptgasse, der heutigen Rue Principale, Ecke Rue des Roseaux, unmittelbar außerhalb der ehemaligen Stadtmauer (Lage). Der zweistöckige Bau hatte über dem Portal mit seiner sechsstufigen Freitreppe ein Fenster mit Rundbogen, vier über beide Stockwerke reichende Rundbogenfenster auf beiden Seiten und ein Satteldach. Nachdem wegen der gesunkenen Anzahl der Männer keine jüdischen Gottesdienste mehr gefeiert werden konnten, wurde das Haus im Oktober 1928 vom israelitischen Konsistorium Straßburg verkauft, mit der Auflage, es vollständig abzureißen und auf dem 420 m² großen Grundstück einen Gemüsegarten anzulegen. Der Abbruch erfolgte schließlich 1932 und dort befindet sich heute weiterhin ein kleiner Garten. Um dem Gerücht, die Nazis hätten das Gebäude abgerissen, entgegenzutreten, ließ der Eigentümer eine Stele an der Gartenmauer aufstellen, mit der Information, dass es auf Wunsch der Gemeinde geschehen war. Einziges neben ein paar Steinen noch erhaltenes Überbleibsel der Synagoge ist die Balustrade, die den erhöhten Kultbereich von der versammelten Gemeinde trennte; sie ziert heute die Terrasse am Haus der Familie des ursprünglichen Synagogenkäufers.

## Weitere Gemeindeeinrichtungen
Das ehemalige Wohnhaus des Rabbiners steht, modernisiert und inzwischen weiß verputzt, unmittelbar neben dem einstigen Synagogengrundstück.
Die Gemeinde hatte auch ein rituelles Bad (Mikwe) sowie eine eigene Schule (Cheder), letztere an der Rue Principale in der Nähe der protestantischen Kirche und heute als Scheune genutzt, ein Fachwerkbau auf massivem Erdgeschoss (Lage). Dort unterrichtete ein Lehrer, der gleichzeitig auch der Chasan (Vorbeter) und „Schochet“ (Schlachter) der Gemeinde war.

## Holocaust
Nach Angaben der Gedenkstätte Yad Vashem in Jerusalem wurden acht aus Görsdorf stammende Juden Opfer der NS-Gewaltherrschaft.
Noch heute erinnert die „Rue des Juifs“ – eine schmale Gasse im alten Dorfkern – an die ehemals in Gœrsdorf lebenden jüdischen Familien.